# Арутюнян, Геворг Сагателович
Геворг Сагателович Арутюнян (также Жора Арутюнян) (7 сентября 1928 — 10 января 2002) — советский и армянский драматург, писатель, театральный деятель и сценарист. Лауреат государственной премии Армянской ССР (1979), премии Союза писателей Армении имени Габриэля Сундукяна и премии «Артавазд». Заслуженный деятель искусств Армянской ССР (1975).

## Биография

### Начальный период
Родился Геворг Арутюнян 7 сентября 1928 года в Армянской ССР. После получения начального образования поступил в Ереванский медицинский колледж. В 1946 году с успехом окончил своё образование в колледже. С 1950 по 1965 года работал в различных медицинских учреждениях, попутно учился в Ереванском медицинском институте, из которого выпустился в 1962 году. В 1964 году стал главным врачом поликлиники армянского филиала Литературного фонда СССР. Спустя год, он навсегда оставил медицину.

### Творческая деятельность
В 1965 году, Геворг Арутюнян получил назначение на должность директора армянского филиала Литературного Фонда СССР, которую он занимал вплоть до 1995 года. Арутюнян является автором многих комедий и пьес, часть из которых ставилась, как в Армении, так и за рубежом. Работы писателя были переведены множество различных языков. В знак признания заслуг в области литературы, был принят состав комитета Союза писателей Армении. Помимо этого, Геворг Арутюнян, был автором многих известных пьесс, а также сценаристом ряда советских фильмов. В знак признательности был награждён государственной премией Республики Армения имени «Габриэля Сундукяна» и театральной премией «Артавазд». Геворгу Арутюняну, были посвящены ряд публикаций и исследований. Одной из таких является работа «Геворг Арутюнян» (Ереван, 1981), драматурга Жирайра Ананяна. Другим прижизненном исследованием является труд «Рыцарь Юмора» (Ереван, 1999), написанный академиком НАН РА Севаком Арзуманяном.
Скончался Геворг Арутюнян 10 января 2002 года.

## Память
Спустя год после смерти драматурга, в 2003 году, по случаю 75-летия со дня его рождения был опубликован сборник ранее неизданных работ Арутюняна. В 2005 году усилиями его дочери Гаянэ Арутюнян вышла в свет антология «Пришел, удивил, ушел», в которой были собраны воспоминания его знаменитых современников о нем. В 2006 году был опубликован труд кандидата наук в области литературоведения Вачагана Григоряна «Драматургия Геворга Арутюняна»
В конце 2008 года по случаю 80-летия со дня рождения Геворга Арутюняна, в театре музыкальной комедии им. А. Пароняна, народным артистом Ервандом Казанчяном, была поставлена его последняя пьеса «Господин Шмо и друзья».

## Награды
- Орден Трудового Красного Знамени (22.08.1986).
- Орден «Знак Почёта» (8.09.1978) — за заслуги в области советской литературы и в связи с пятидесятилетием со дня рождения[3]
- Государственная премия Армянской ССР
- Премия Союза писателей Армении имени Габриэля Сундукяна
- Театральная премии «Артавазд»

## Сценарии к фильмам
- 1955 — Золотой бычок (короткометражный)
- 1964 — Губная помада № 4
- 1969 — Фанос-неудачник (короткометражный)
- 1975 — Невеста с севера
- 1980 — Крупный выигрыш
- 1984 — Пожар
- 1987 — Аптека на перекрестке

## Пьесы
- Больной № 199
- В мире цветов
- Болезнь сердца
- Казар идет на войну
- Счастливые люди
- Перекресток
- Твое последнее пристанище
- Был солнечный июнь
- В нашем возрасте